# حراج کریستی خاورمیانه
حراج کریستی خاورمیانه سالانه دو بار توسط خانه حراج کریستی در دبی برگزار شده و عمدتا آثاری از هنر معاصر کشورهای خاورمیانه در آن عرضه می‌شود.
هنرمندان ایرانی در دوره‌های مختلفی از این حراج رکورد دار بوده‌اند.فرهاد مشیری، کوروش شیشه‌گران، منیر شاهرودی فرمانفرمائیان، شیرین نشاط، سهراب اسکندری کلهر،  فرامرز پیلارام، رضا درخشانی، صداقت جباری، رکنی حائری‌زاده، صادق تبریزی،عذرا عقیقی ، گلناز فتحی ، پرویز تناولی و مسعود عربشاهی برخی از هنرمندانی بودند که آثارشان در این حراجی عرضه شده‌است.
موفقیت هنرمندان ایرانی سبب شده‌است که این موسسه آثار ایرانیان را در اروپا نیز عرضه کند.